# Коски (Дятловский район)
Ко́ски (бел. Коскі) — деревня в Жуковщинском сельсовете Дятловского района Гродненской области Белоруссии. По переписи населения 2009 года в Косках проживало 9 человек.

## География
Коски расположены в 15 км к северу от Дятлово, 134 км от Гродно, 23 км от железнодорожной станции Новоельня.

## История
В 1878 году Коски — деревня в Дятловской волости Слонимского уезда Гродненской губернии (4 хозяйства). В 1880 году в Косках проживало 37 человек.
В 1905 году Коски — деревня тех же волости, уезда и губернии (35 жителей).
В 1921—1939 годах Коски находились в составе межвоенной Польской Республики. В 1923 году в Косках имелось 18 хозяйств, проживало 92 человека. В сентябре 1939 года Коски вошли в состав БССР.
В 1996 году Коски входили в состав колхоза «1-е Мая». В деревне насчитывалось 9 хозяйств, проживало 19 человек.